# الیکایی شترمرغی تاج‌حنایی
الیکایی شترمرغی تاج‌حنایی (نام علمی: Stipiturus ruficeps) نام یک گونه از سرده الیکایی شترمرغی است.